# Comunidad de villa y tierra de Almazán

Comunidades de villa y tierra de la Extremadura castellana

La Comunidad de villa y tierra de Almazán fue una de las comunidad de villa y tierra de la Extremadura castellana, que tuvo vigencia desde el siglo XII hasta el siglo XIX. 
Con el nombre de Partido de Almazán formaba parte de la Intendencia de Soria, en la región española de Castilla la Vieja, hoy comunidad autónoma de Castilla y León.

## Localización
Geográficamente pertenece a la zona centro-sur de la actual provincia de Soria situada en la cuenca del Duero. La superficie era de 936,64 km² y contaba como centro la villa de Almazán con jurisdicción de señorío.

## Historia

### Comunidad de Villa y Tierra de Almazán
La comunidad de villa y tierra consiste en tierras comunadas que incluían a distintas aldeas alrededor de una villa mayor y que se subdividían, a su vez, en seis sexmas u ocho ochavos. Este modelo de organización se extendió por toda la cuenca del Duero, llegando hasta las tierras de la actual Extremadura.
Juan Hurtado de Mendoza en 1392 era Mayordomo mayor de Enrique III de Castilla. El rey Enrique IV de Castilla le regala la villa y le hace señor de la misma.
La comarca estaba dividida en dos sexmos (división territorial que comprende cierto número de pueblos asociados para la administración de bienes comunes). Había 40 pueblos entre los dos sexmos; 24 en Tierra Llana y 16 en la Sierra. La villa estaba regida por el alcalde mayor; le ayudaban seis regidores, tres de la clase de hidalgos y tres hombres buenos del pueblo.
Almazán era un marquesado del conde de Altamira, siendo este un título entroncado en el linaje de los Hurtado de Mendoza.
La Comunidad de villa y tierra de Almazán se dividía en dos sexmos: Cobertelada y La Sierra.

#### Sexmo de Cobertelada
| - Bordejé (Coscurita). - Coscurita. - Borjamiel (despoblado, Coscurita). - Torremediana (Frechilla de Almazán). - Villalba (Coscurita). - Taroda. - Ontalvilla (Adradas). | - Momblona. - Sauquillo del Campo (Adradas). - Borchicayada (Soliedra). - Adradas. - Centenera del Campo (Coscurita). - Covarrubias (Almazán). - Cobertelada (Almazán). | - Almantiga (Almazán). - Jodra de Cardos (Barahona). - Fuentegelmes (Villasayas). - Lodares del Monte (Almazán). - Fuentelcarro (Almazán). - Balluncar (Almazán). | - Frechilla de Almazán. - La Miñosa (Frechilla de Almazán). - Tejerizas (Frechilla de Almazán). - Santa María del Prado (Matamala de Almazán). - Ciadueña (Barca). - Matute de Almazán (Matamala de Almazán). |  |

#### Sexmo de La Sierra
| - Viana de Duero. - Soliedra. - Borjabad. - Valdespina (Borjabad). - Algarabel (despoblado, Villalba). - Baniel (despoblado, Viana de Duero). - Perdices (Viana de Duero). | - La Milana (Viana de Duero). - Nepas. - Almonacid. - Nolay. - Alentisque. - Escobosa de Almazán. | - Valdemora (Escobosa de Almazán). - Velilla de los Ajos. - Neguillas (Coscurita). - Maján. - Matamala de Almazán. - Monteagudo de las Vicarías. | - Fuentelmonge. - Chércoles (Almaluez). - Moñux (Viana de Duero). - Barca. - Velacha (Borjabad). - Tejado. |  |

La Vicaría de Monteagudo formada por la villa de Monteagudo de las Vicarías, Chércoles y Fuentelmonge estaba incluida en la Tierra de Almazán por pertenecer a los Hurtado de Mendoza, sin embargo tenía cierta independencia territorial ya que era una de las históricas vicarías. En el censo de Floridablanca aparece como Partido de Monteagudo formando parte de la Intendencia de Soria,.

### Partido de Almazán
El Partido de Almazán estaba formado por las siguientes aldeas:
| - Adradas. - Almazán. - Alentisque. - Almantiga (Almazán). - Almonacid. - Baniel (despoblado, Viana de Duero). - Borchicayada (Soliedra). - Bordejé (Coscurita). - Borjabad. - Bujarrapián (despoblado, Soliedra) - Centenera del Campo (Coscurita). - Ciadueña (Barca). | - Covarrubias (Almazán). - Cobertelada (Almazán). - Coscurita). - Escobosa de Almazán. - Frechilla de Almazán. - Fuentegelmes (Villasayas). - Fuentelcarro (Almazán). - Jodra de Cardos (Barahona). - Lodares del Monte (Almazán). - Lodarejos (granja y despoblado, Almazán) - Maján. | - Matamala de Almazán. - Matute de Almazán (Matamala de Almazán). - Momblona. - La Milana (Viana de Duero). - La Miñosa (Frechilla de Almazán). - Neguillas (Coscurita). - Nepas. - Nolay. - Ontalvilla (Adradas). - Perdices (Viana de Duero). - Santa María del Prado (Matamala de Almazán). | - Sauquillo del Campo (Adradas). - Soliedra. - Taroda. - Tejerizas (Frechilla de Almazán). - Torremediana (Frechilla de Almazán). - Valdemora (Escobosa de Almazán). - Valluncar (Almazán). - Valdespina (Borjabad). - Velilla de los Ajos. - Viana de Duero - Villalba (Coscurita). |  |

En el Censo de Floridablanca, las villas de Moñux, Barca y Tejado eran villas eximidas.